# Долина хришћана
Долина хришћана Wadi al-Nasara (арап. وادي النصارى је подручје у западној Сирији, близу границе са  Либаном и административно припада области Хомс. Већина становника у области су православни хришћани. Вади ал-Насара некада је био популарно туристичко место прије избијања Сиријског грађанског рата.
Поред већине православног живља, предео су настанили и хришћани других конфесија, који су ту нашли уточиште бежећи од екстремних исламиста терориста.
Становници овог дела Сирије су више пута били жртве терора радикалних исламиста ИСИС, а читав крај је током Сиријског рата био непрестано гранатиран.
Овај предео је био релативно сигуран простор у односу на друге делове Сирије и као такав је постао нека врста прихватилишта за десетине хиљада избеглица из ратом захваћених подручја.